# Rosmonda d'Inghilterra (Donizetti)
Rosmonda d'Inghilterra (título original en italiano; en español, Rosamunda de Inglaterra) es una ópera en dos actos con música de Gaetano Donizetti y libreto de Felice Romani. Se estrenó el 27 de febrero de 1834 en el Teatro della Pergola de Florencia, Italia.
La trama se basa sobre la leyenda inglesa de Rosamund Clifford, amante de Enrique II. Al principio, Romani había escrito el libreto para la ópera Rosmunda (1829) del compositor Carlo Coccia, luego lo adaptó para Donizetti, abreviando la introducción, ampliando el papel de Arturo y añadiendo un terceto.

## Personajes
| Personaje                           | Tesitura  | Reparto el 27 de febrero de 1834 |
| ----------------------------------- | --------- | -------------------------------- |
| Rosmonda, amante del rey Enrique II | soprano   | Fanny Persiani                   |
| Leonor, esposa de Enrique II        | soprano   | Anna del Sere                    |
| Enrique II, rey de Inglaterra       | tenor     | Gilbert Duprez                   |
| Arturo, paje real                   | contralto | Giuseppina Merola                |
| Clifford, padre de Rosmonda         | bajo      | Carlo Porto Ottolini             |